# Serie 112 de Renfe

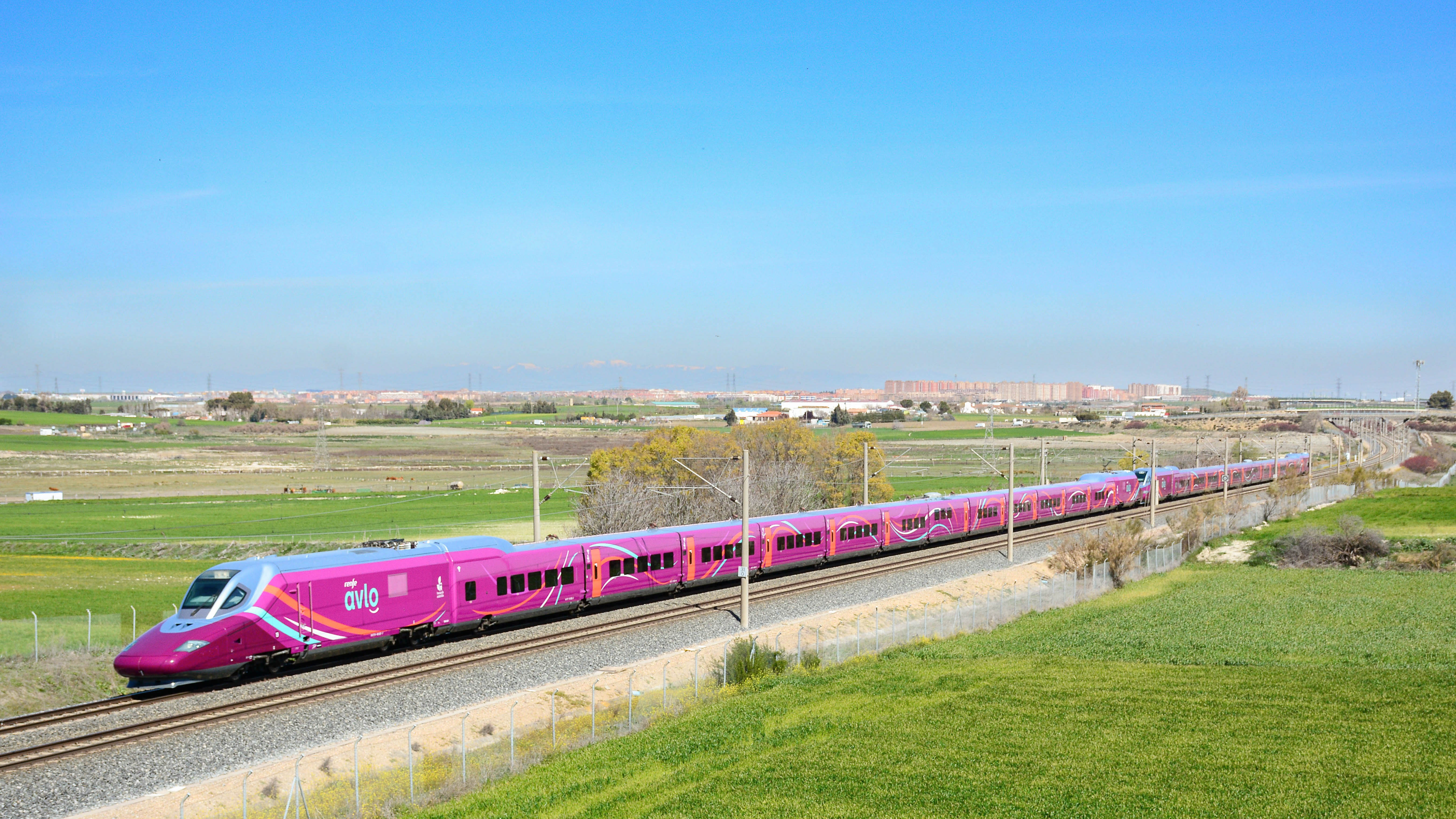
Serie 112 con la librea de Renfe Avlo.

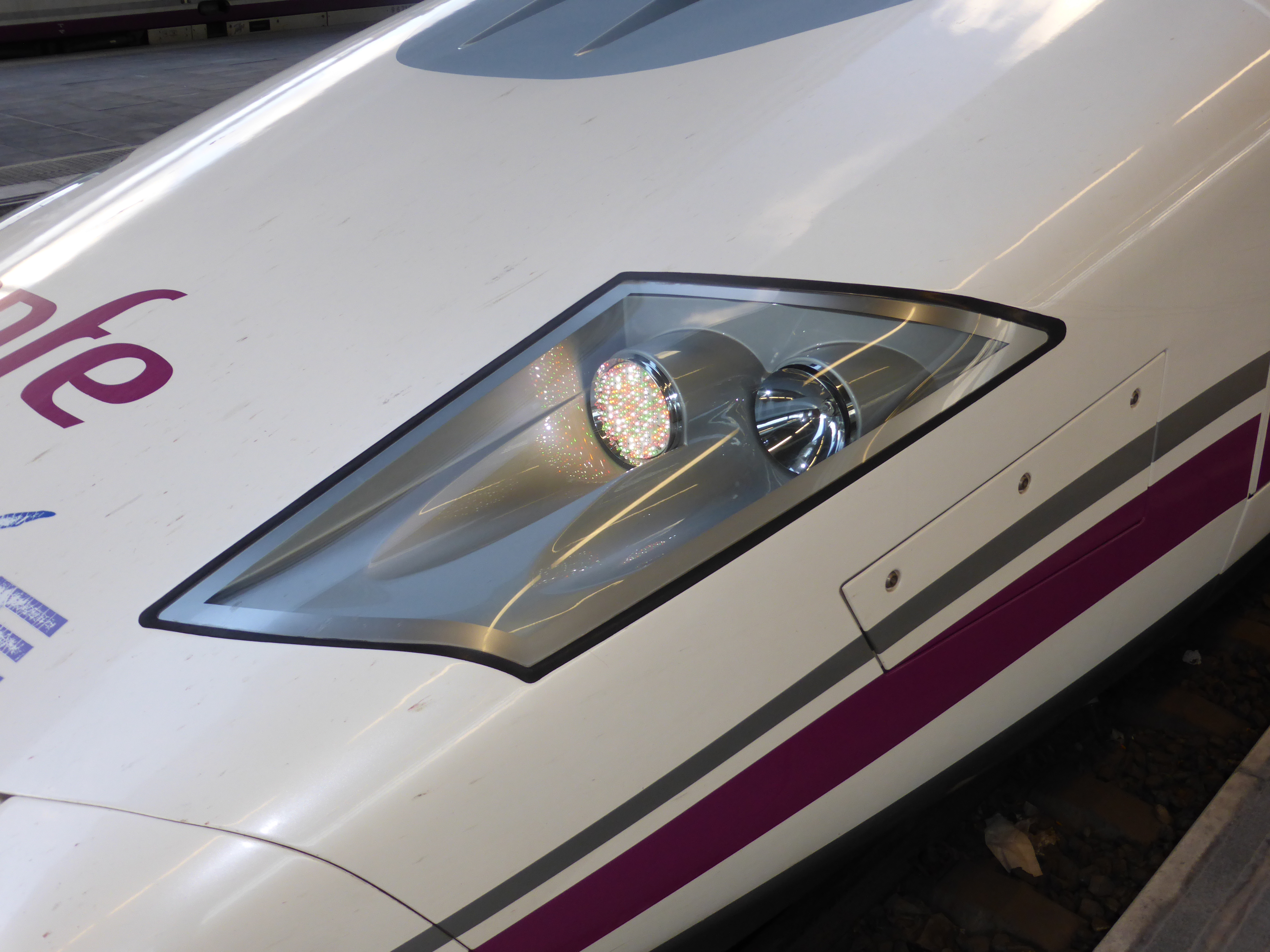
Detalle de la locomotora "Pato", de Bombardier, de la Serie 112 de Renfe. Línea Madrid-Valencia.

La serie 112 de Renfe es una serie de trenes de alta velocidad, apodados como Patos, de la empresa ferroviaria española Renfe Viajeros, fabricados por Talgo y Bombardier. Es una evolución de la serie 102.
Renfe Operadora encargó a Talgo en 2002 la construcción de 16 trenes de alta velocidad, que conformaron la serie 102. El contrato se amplió en 30 nuevos trenes del mismo tipo para las nuevas líneas de alta velocidad, que al tener algunas modificaciones sobre la serie original fueron denominados serie 112. Según el encargo, 14 de las 30 composiciones tenían que ser fabricadas en los propios talleres de Renfe Integria, por lo que han sido ensambladas en los talleres de Los Prados en Málaga.
Cada tren se compone de una composición Talgo 350 compuesta por 12 coches y de dos unidades motrices Bombardier en los extremos. El tren suma una potencia de 8 MW controlados por IGBTs repartidos en 8 motores de 1000 kW cada uno. La serie está diseñada para circular comercialmente a 350 km/h, aunque se ha homologado a 330 km/h. La velocidad máxima a la que circula actualmente es de 300 km/h.
Entre los trenes de alta velocidad españoles, es un tren muy ligero y con muy buena relación potencia/peso, lo que le hace un tren de poco consumo y muy ágil en aceleración.

## Diferencias con la serie 102
La mayor diferencia es el aumento de la capacidad en 49 plazas debido a la sustitución de los coches 4 y 5 de clase preferente por otros de clase turista, conservándose los tres primeros de clase Preferente.
El resultado es de 8 coches turista (292 plazas + 2 de PMR), 3 preferente (71 plazas) y 1 cafetería.
Otras diferencias son:
- Nuevo diseño de los asientos, en el que destaca el cambio de color al negro
- Todos los asientos disponen de enchufes normalizados europeos
- Mejor maniobrabilidad para personas con movilidad reducida
- Reducción del peso total del convoy.

## Explotación comercial
La serie 112 realiza exclusivamente servicios AVE y fue encargada para las nuevas líneas de alta velocidad de España. No se espera que sustituya servicios ya existentes. Desde diciembre de 2010 cubre todos los servicios AVE de la línea de alta velocidad Madrid-Valencia.
Su primer viaje en servicio comercial lo realizó en las líneas del Tren Barcelona Sevilla y Madrid-Barcelona como trenes especiales programados para la celebración de la final de la Copa del Rey de Fútbol entre Atlético de Madrid y Sevilla CF en Barcelona el 19 de mayo de 2010. Su primera línea regular fue como segundo tren del día en las líneas Barcelona-Sevilla y Barcelona-Málaga.
Desde el año 2013, también realiza servicios en el corredor de Andalucía (Madrid-Sevilla, Madrid-Málaga, Sevilla-Valencia), circulando de forma ocasional en la línea de alta velocidad Madrid-Barcelona, realizando servicios entre ambas ciudades.
En 2013, la unidad 112.019 se traslada a la línea de alta velocidad Madrid-Segovia-Valladolid; tres años después con la inauguración del AVE a León se traslada a Fuencarral la unidad 112.004 y en 2018 la unidad 112.008.
Desde el 25 de junio de 2019 realiza los servicios comerciales Madrid-Granada y Barcelona-Granada
Renfe pretende hacer uso de esta serie para prestar servicios de alta velocidad bajo su nueva marca de bajo coste Avlo a partir de 2020, con una distribución sin cafetería y únicamente con clase turista, aumentando así la capacidad de pasajeros en un 20% hasta las 438 plazas.
En diciembre de 2021, los trenes S112 se encargan de realizar la nueva relación de Alta Velocidad entre Madrid y Ourense por la línea de alta velocidad Olmedo-Zamora-Galicia.
A partir de julio de 2022 realiza el servicio de alta velocidad entre Madrid y Burgos, desde enero de 2023 prolongado hacia Valencia.
Hoy las composiciones 19, 20 y 25 se han transformado en AVLO, que ha consistido en la supresión de la clase preferente, sustituyéndola por butacas turista, modificaciones en la cafetería, así como un nuevo esquema de pintura.